# Mansio Servasa
La Mansio Servasa è un'area archeologica in località Servasa a est di Brentino Belluno. Fondata tra I secolo a.C. e I secolo d.C., è stata frequentata almeno fino al VI secolo d.C..
Si tratta con tutta probabilità di una mansio, ovvero una locanda/stazione di posta di epoca romana, ubicata lungo una via glareata, un tracciato parallelo alla Via Claudia Augusta. È composta da un grande complesso rettangolare, circondato da campi coltivati e provvisto di un cortile interno. Il lato meridionale del complesso era costituito da vani residenziali, mentre il resto degli ambienti sono interpretabili come spazi rustici e ambienti di servizio. L'estensione della pars rustica, nonché la presenza di una piccola fattoria annessa al lato ovest, ha portato alcuni studiosi a reinterpretare l'intero complesso come una villa rustica. Negli ultimi vent'anni, tuttavia, si è riaffermata tra gli accademici la convinzione che la Mansio Servasa altro non sia - appunto - che una stazione di sosta per chi transitava da e verso Trento.
Il sito è stato scoperto negli anni sessanta durante i lavori per la realizzazione dell'autostrada A22. È stato sottoposto a tutela nel 2015 e nel 2017 è stato aperto al pubblico. Sono stati realizzati alcuni pannelli didattico-informativi.